# Cronica din Moreea
Cronica din Moreea sau Cronica Moreei (în greacă: Το χρονικόν του Μορέως, în franceză: Livre de la conqueste de la princée de l’Amorée, în italiană: Cronaca di Morea, în aragoneză: Libro de los fechos et conquistas del principado de la Morea) este un text lung de istorie din secolul al XIV-lea, care s-a păstrat în patru versiuni: în limba franceză, greacă, italiană și aragoneză. Având mai mult de 9.000 de rânduri (versuri în greacă), Cronica povestește evenimente din timpul stabilirii feudalismului de tip vest-european de către franci în Grecia continentală (Frankokratia), de după cruciada a patra (1204), când un număr de state în primul rând franceze și italiene au fost înființate prin tratatul Partitio terrarum imperii Romaniae pe teritoriul Imperiului Roman de Răsărit (Bizantin) dizolvat.

## Prezentare și versiuni
Cronica poetică anonimă din prima jumătate a secolului al XIV-lea oferă o istorie detaliată a cuceririi și stăpânirii francilor din Moreea, oferind detalii semnificative despre organizarea civică a Principatului Ahaia. Partea principală a Cronicilor din Moreea acoperă evenimentele din 1205 - 1292 din Peloponez, prologul descrie prima cruciadă și cruciada a patra. Textul este scris dintr-o perspectivă pro-francă. Din acest motiv, se presupune că autorul este un franc elenizat din Peloponez sau fiul unui franc și al unei grecoaice (un Gasmoulos). Conform unei versiuni, lucrarea este o refacere a cronicii franceze originale care nu a supraviețuit până în prezent. Au supraviețuit două versiuni grecești ale cronicii (manuscrisul de la Copenhaga MS Havniensis 57 și cel parizian MS Parisinus graecus 2898), precum și versiuni în franceză, italiană și aragoneză (care sunt traduceri sau revizuiri ale textului grecesc). Cel mai vechi text este manuscrisul care a fost păstrat la Copenhaga, a cărui limbă este mai arhaică. Textul parizian, mai recent, este mai simplu lingvistic și conține mai puține cuvinte străine. Cel care a copiat varianta pariziană a omis numeroase referințe anti-elene, astfel încât textul general este mai puțin disprețuitor față de greci. Diferența de aproximativ un secol între versiunea de la Copenhaga și cea pariziană arată un număr considerabil de diferențe lingvistice datorită evoluției rapide a limbii grecești. Textul versiunii de la Copenhaga descrie evenimentele până în 1292.
Versiunea greacă a fost creată în jurul anului 1300 și are 9235 de versuri, formate din cincisprezece silabe întregi (așa-numitul vers politic, în greacă πολιτικός στίχος). Textul grecesc este singurul text scris în versuri. Textele în franceză, italiană și aragoneză sunt scrise în proză. Versurile grecești sunt accentuate, dar nu rimate. Este scris în limba greacă vorbită a vremii, cu includerea mai multor cuvinte franceze.
Cronica din Moreea este cea mai importantă sursă din istoria dominației cruciaților în Moreea (în special, pentru studiul relațiilor de proprietate, dreptul feudal, ordinea politică), un monument lingvistic remarcabil și o adevărată mărturie a vieții, moralității și interacțiunii culturale a unui tip de societate feudală franco-marină, creată în Peloponez în secolul al XIII-lea.

## Publicare
Prima ediție tipărită a Cronicii a fost publicată în 1840 de J. A. Buchon. Conținea textul grecesc de la Paris. Buchon a numit cartea Βιβλίον της κουγκέστας του Μωραίως (Cartea cuceririi Moreei), un alt titlu decât al textului. A doua ediție tipărită a Cronicii a fost cea a textului grecesc de la Copenhaga, publicat de Buchon în 1845.
În 1889, John Schmitt, un cercetător german, profesor la Universitatea din Leipzig Schmitt, a publicat ambele texte ale manuscriselor de la Copenhaga și Paris, unul lângă celălalt.